# Ускосы
 Ускосы — деревня в Смоленской области России, в Хиславичском районе. Население — 39 жителей (2007 год) . Расположена в юго-западной части области в 6 км к юго-западу от Хиславичей, в 13 км к северо-востоку от границы с Белоруссией, южнее автодороги Починок – Мстиславль, на правом берегу реки Сож.
Входит в состав Кожуховичского сельского поселения.

## История
В деревне находится один из первых в Смоленской области гидрологический пост на реке Сож. Действует по настоящее время 
В 1 версте от д.Ускосы к северу-западу стояла исчезнувшая деревня Луповка.